# Mercedes-Benz O 400
La serie de plataformas carrozables y autobuses monoblocks Mercedes-Benz O 400 es una serie de autobús de pasajeros diseñados y construidos en Alemania, Argentina, Brasil y México entre 1991 y 2007 por Mercedes Benz.
El Mercedes-Benz O 400 fue construido por Mercedes-Benz Brasil (excepto el O 400 RSD que también fue fabricado en Argentina por Mercedes-Benz Argentina) entre 1994 y 2003. En reemplazo del legendario Mercedes-Benz O 371 y su sucesor es el O 500.
En un principio, el O 400 era idéntico al O 371, sin cambio alguno en la mecánica hasta su última generación que incluyó un motor experimental OM447LA. El modelo O 400, tenía su frente y culata construidos principalmente en Fibra de Vidrio, a diferencia de su antecesor (construido principal o exclusivamente en metal: hierro o acero). Los parachoques o paragolpes (tanto delantero como trasero) eran de fibra de vidrio.

## Modelos
Todos los modelos fabricados de la gama O 400:		
| Modelo          | Chasis    | Motor                | Caja de Cambios | Eje Delantero | Eje Trasero                  |
| --------------- | --------- | -------------------- | --------------- | ------------- | ---------------------------- |
| O 400 UP        | 664.025-3 | OM 449 A             | S 6-90          | VO 4/13 DL-7  | HO4/01 DL-10; HO 7/01 DL-10  |
| O 400 R         | 664.105-3 | OM 449 A; OM 449 LA  | S 6-1550        | VO 4/13 DL-7  | NR 4/12 DL-6; HO 4/01 D-10   |
| O 400 RSE       | 664.126-3 | OM 447 LA            | S 6-1550        | VO 4/13 DL-7  | HO 4/01 DL-10; HO 4/01 DL-10 |
| O 400 RSL       | 664.188-3 | OM 447 LA            | S 6-1550        | VO 4/13 DL-7  | HO 4/01 DL-7                 |
| O 400 RSD       | 664.198-3 | OM 447 LA            | S 6-1550        | VO 4/13 DL-7  | HO 4/01 DL-10; NR 4/12 DL-6  |
| O 400 UP        | 664.206-1 | OM 449 A; OM 449 LA  | 5 HP 500        | VO 4/13 DL-7  | HO 7/01 DL-10                |
| O 400 RS        | 664.211-1 | OM 447 LA            | S 6-1550        | VO 4/13 DL-7  | HO 4/01 DL-10                |
| O 400 RS Buggy  | 664.221-1 | OM 447 LA            | S 6-1550        | VO 4/13 DL-7  | HO 4/01 DL-10                |
| O 400 RSE Buggy | 664.231-1 | OM 447 LA; OM 457 LA | S 6-1550        | VO 4/13 DL-7  | HO 4/01 DL-10                |
| O 400 RSD Buggy | 664.238-1 | OM 447 LA; OM 457 LA | S 6-1550        | VO 4/13 DL-7  | HO 4/01 DL-10; NR 4/12 DL-6  |
| O 400 RSD       | 664.239-1 | OM 447 LA            | S 6-1550        | VO 4/13 DL-7  | HO 4/01 DL-10; NR 4/12 DL-6  |
| O 400 UP        | 664.240-1 | OM 449 LA            | S 6-90          | VO 4/13 DL-7  | HO 7/01 DL-10                |
| O 400 UPA       | 664.290-1 | OM 449 LA            | VOITH D 863     | VO 4/13 DL-7  | HO 7/01 DL-10; NR 4/24 DL-10 |

## Versiones europeas

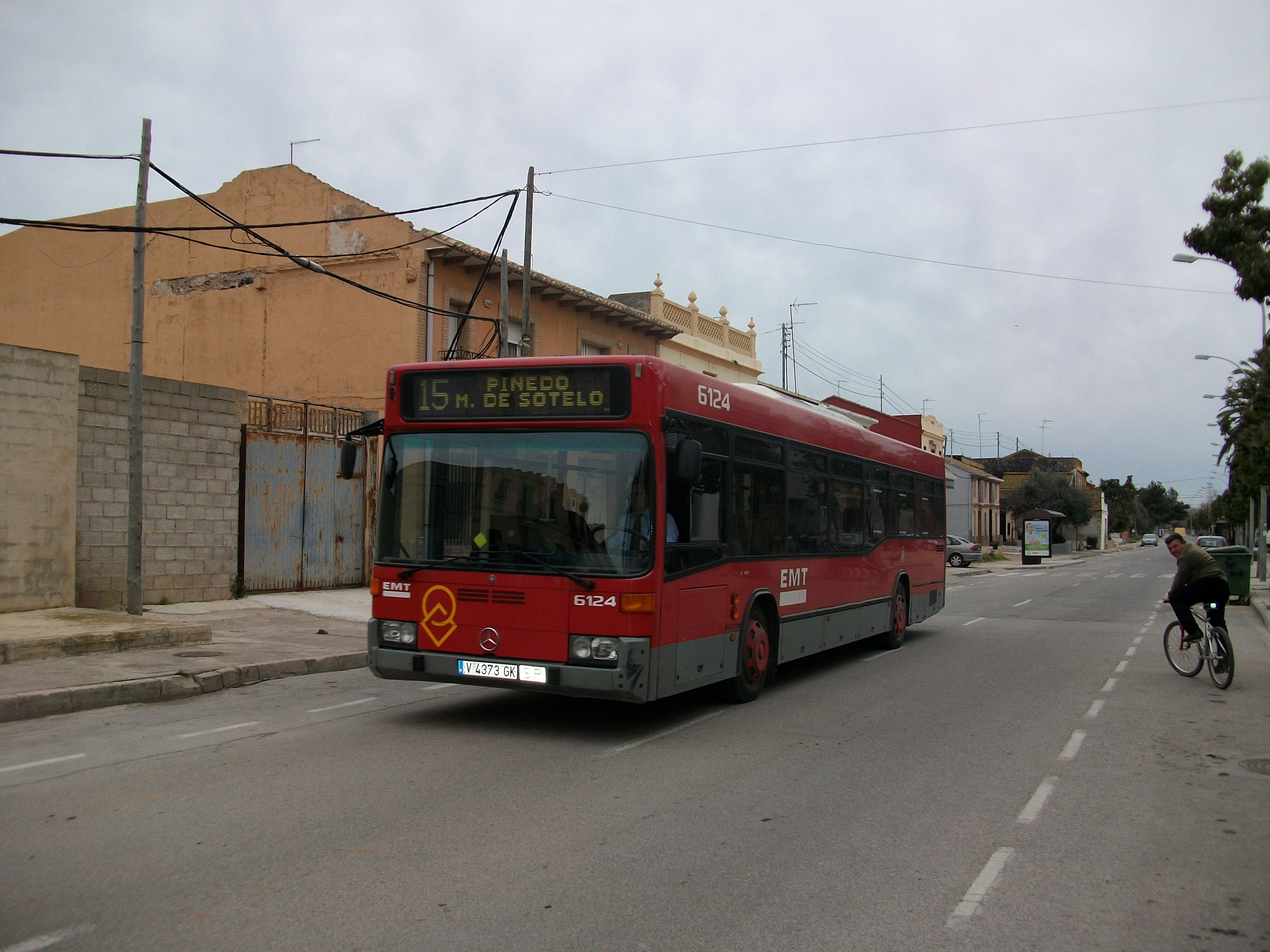
Autobús Mercedes-Benz O 405 de EMT Valencia, circulando en la línea 15.

- O 404: El modelo rodoviario de la gama, disponible como plataforma carrozable o autobús monoblock (sólo se fabricó la versión RHD) en Europa entre 1991 y 2000, cuenta con el motor OM-441LA u OM-401LA, ambos motores con 6 cilindros en V (3 por cada bloque)
- O 405: El modelo urbano de la gama consistente en 2 versiones: O-405N (Rígido) y O-405G (Articulado) y estaban disponibles como plataformas carrozables o autobuses monoblock. Cuentan con motorización OM-447H de 280 y 320 CV respectivamente,.

## Versiones fabricadas en Argentina
- O 373 RSD: Ómnibus Diésel, para carrozar. Se construyeron 324 unidades hasta 1994.[1]
- O 374 RSD: Ómnibus Diésel, para carrozar. Entre 1994 y 1995 se fabricaron 72 unidades.[2]
- O 400 RSD: Ómnibus Diésel, para carrozar. 61 unidades fabricadas entre 1994 y 1995. Contaba con un motor OM-447LA de 360 CV.[3]

## Versión fabricada en México
- O 400 RSE y RSD: Plataforma carrozable fabricada en México para los mercados de Centroamérica, América del Norte y Caribe, cuenta con motor OM-457LA Euro II de 360 CV.

## Versiones rodoviarias fabricadas en Brasil
- O 400 R: Autobús monoblock de 11.20 metros de largo y el más básico de la serie, suspensión neumática en el tren delantero, suspensión de ballestas en el tren trasero y motor OM-449A de 260 CV. Se produjo entre 1994 y 1996.
- O 400 RS: Autobús monoblock de 12 metros de largo, con mejor equipamiento y opcionales (Frenos ABS, retardador ZF y Control de Tracción ASR) que la versión R y el más vendido de la serie; suspensión 100 % neumática y motor OM 447 LA de 360 CV. Se produjo entre 1994 y 1996.
- O 400 RSL: Autobús monoblock de 13.20 metros de largo 4x2 con el mismo motor, equipamiento y opcionales de la versión RS. Se produjo entre 1994 y 1996.
- O 400 RSD: Autobús monoblock de 13.20 metros de largo 6x2 y el de mayor alto de la serie; cuenta con el motor OM-447LA de 360 y con opciones variadas de equipamiento y opcionales, se produjo entre 1994 y 1996. También estuvo disponible como plataforma carrozable (entre 13.20 y 15 metros de largo) entre 1994 y 2005 (1994-1999 motor OM-447LA y 2000-2005 motor OM-457LA Euro II de 360 CV)
- O 400 RSE: La plataforma carrozable 4x2 de la serie, disponible con largos entre los 12 y 13.20 metros. Entre 1994 y 1999 incorporaba motor OM-447LA de 360 CV y entre 2000-2006 el motor OM-457LA Euro II de 360 CV.

## Versiones urbanas fabricadas en Brasil
- O 400 UP: Autobús rígido 4x2 disponible como autobús monoblock o como plataforma carrozable; suspensión 100 % neumática, caja mecánica ZF modelo S 6-90 e incorporaba los motores OM-449A de 260 CV o el OM-449LA de 280 CV.
- O 400 UPA: Autobús articulado 6x2 disponible como autobús monoblock o como plataforma carrozable; suspensión 100 % neumática, caja automática Voith D-863 e incorporaba el motor OM-449LA de 280 CV.